# Драга Мастиловић (професор)
Драга Мастиловић (Гацко, 26. октобар 1974) српски је историчар и универзитетски професор. Од 2015. године је декан на Филозофском факултету Универзитета у Источном Сарајеву.

## Биографија
Основну и средњу школу завршио у Гацку (СР Босна и Херцеговина). Учествовао је у Отаџбинско-одбрамбеном рату као борац Војске Републике Српске (18. херцеговачке лаке пјешадијске бригаде). Дипломирао је на Одсјеку за историју Филозофског факултета у Српском Сарајеву 2002. године, под менторством академика Здравка Антонића, на тему „Јунски устанак у Херцеговини 1941 године”. Магистрирао је јула 2007. године, са темом „Политичке, економске и културне прилике у Херцеговини 1918—1929” на Катедри за историју Филозофског факултета у Београду, под менторством Љубодрага Димића. Под истим менторством је одбранио и докторску дисертацију под насловом „Српска елита из Босне и Херцеговине у политичком животу Краљевине СХС/Југославије 1918—1941. године”, 2014. године на Катедри за Историју Југославије Филозофског факултета у Београду. Објавио је више од педесет научних и стручних радова, неколико монографија и уџбеник. Учествовао је у раду већег броја националних и међународних научних скупова, округлих столова и конференција у земљи и иностранству. У истраживачком раду нарочито је заинтересован за теме Другог свјетског рата у Југославији, те страдања српског становништва у Независној Држави Хрватској, о чему је написао неколико научних и стручних чланака.